# Modo (gramática sistêmico-funcional)
Na gramática sistêmico-funcional (GSF), modo (na notação sistêmica, MODO) é o sistema léxico-gramatical da metafunção interpessoal que realiza diferentes funções discursivas, distinguindo orações imperativas de indicativas e, internamente às indicativas, oração declarativas de interrogativas.

## Modo em inglês
No inglês, o que distingue orações indicativas de orações imperativas é a presença de um Finito (o elemento que concorda com o Sujeito e indica temporalidade e/ou modalidade), que nas orações imperativas é opcional. Já o que distingue orações declarativas de interrogativas é a ordem do Sujeito e do Finito: nas declarativas, Sujeito antes de Finito; nas interrogativas, Finito antes do Sujeito (exceto em algumas interrogativas wh-). Assim, têm-se:
- Imperativo (finito opcional): Come here! (Finito só explicitado em orações negativas ou enfáticas: Don't come here! e Do come here!).
- Declarativo (sujeito antes do finito): You will come here.
- Interrogativa (finito antes do sujeito): Will you come here?

A regra das interrogativas não se aplica a interrogativas wh- em que tal elemento é também o Sujeito. Por exemplo: Who are you? Nesse caso, como o elemento wh- deve vir em posição inicial, tem-se a ordem Sujeito^Finito.

## Modo em português brasileiro
Figueredo propõe que as opções (mais básicas) de modo em português brasileiro se dão da seguinte forma:
- Indicativo: caracterizado pela presença do Finito:
  - Declarativo: caracterizado pelo movimento tônico descendente (exemplo: Você vai estar em casa).
  - Interrogativo:
    - Polar: caracterizado pelo movimento tônico ascendente (exemplo: Você vai estar em casa?).
    - Elemental: caracterizado pela presença de um elemento qu- (exemplo: Quando você vai estar em casa?).
- Imperativo: caracterizado pela ausência de Finito, o que seria motivado pela ancoragem no "aqui-agora" (exemplo: Vem para casa).